# Alexander Hahn (Künstler)

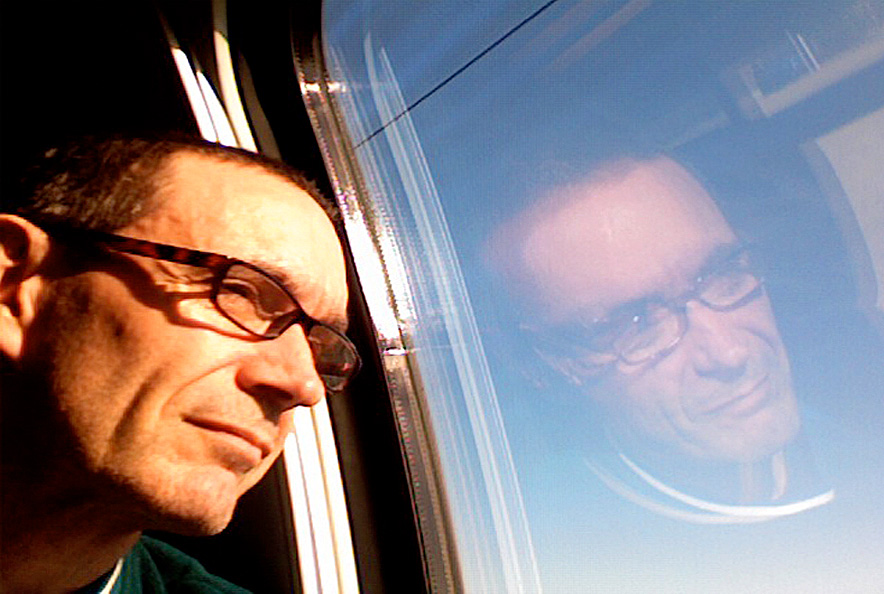
Alexander Hahn – unterwegs

Alexander Hahn (* 9. Juni 1954 in Rapperswil SG; heimatberechtigt in Rapperswil SG) ist ein Computer- und Video-Künstler. Einer der profiliertesten Video-Pioniere der Schweiz, gehört er zu jenen Künstlern, die das Medium als inhaltliche und technische Forschungsplattform zwischen Abbild, Animation und Konstruktion kontinuierlich weiterentwickelt haben.

## Leben
Hahn wuchs in Rapperswil SG auf. Er besuchte das Gymnasium an der Kantonsschule Zürcher Oberland in Wetzikon (1966–1973), wo er zum ersten Mal mit einem Computer in Berührung kam. In der Programmiersprache APL kreierte er ein Schlangen- und Leiternspiel. Nach der Matura studierte er von 1974 bis 1979 an der Kunstgewerbeschule, der heutigen Zürcher Hochschule der Künste. In dieser Zeit entstanden seine ersten Videos und Super8-Filme, z. B. Flight and Glass (1976) oder das Mockumentary Demis (1977) über den Sänger Demis Roussos. 1981 zog er nach New York und nahm am Whitney Museum Independent Study Program (ISP) teil.
1990 verbrachte er ein Jahr am Istituto Svizzero in Rom. Von 1991 bis 1994 lebte er in Berlin, erst als Stipendiat beim DAAD (Deutscher Akademischer Austauschdienst), dann als Künstler in Residenz bei ART+COM. Von 1995 bis 1997 wohnte er in Warschau. Heute lebt und arbeitet Hahn in der New Yorker Lower East Side und in Zürich.

## Werk
Seit seinem Debüt 1978 in der Luzerner Galerie Apropos zeigte Hahn seine Arbeit weltweit in über 20 Einzelausstellungen und in mehr als 100 Gruppenausstellungen und Videofestivals. 2007 organisierten das Kunstmuseum Solothurn und das Museum der Moderne Salzburg eine umfassende Retrospektive über seine Arbeit. Dazu erschien im Kehrer Verlag, Heidelberg die Monographie Alexander Hahn :: Werke – Works 1976 - 2006.

## Werkauswahl
- 1977 First Take – First Flight, Video, 1:24'
- 1977 Demis, S-8 Mockumentary über den Sänger Demis Roussos, 15:20'
- 1981 Random Frequencies, Video, 3:34'
- 1982 The Outer Plant, Video, 25:15'
- 1984 Cyborgs & Other New Machines, Skulpturen aus Elektronikschrott
- 1983 A Young Person's Guide to Walking Outside the City, Computeranimation, 2:25'
- 1986 Aviation Memory, virtuelle Videoinstallation, 6:14'
- 1987 Viewers of Optics, Video, 10:52'
- 1988 Arthur, 8 channel Videoinstallation
- 1989 Dirt Site, Video, 15:50'
- 1990 The Bernoulli Itinerary, 3-Kanal Videoinstallation
- 1993 Fundamentals of Legerdemain, 5-Kanal Computeranimation, Installation
- 1995 The Artist's Studio as Encryption Lab, Computergrafikserie, Tintenstrahldrucke
- 2011 Public Places – Private Strangers, 3-Kanal HD Videoinstallation
- 2002 5 Anamorphoses, 5-Kanal zylinderanamorphische Videoinstallation
- 2005 Capturing Natural Sounds in the Age of the 78 Record, Computeranimation, 1:00'
- 2005 Luminous Point, interaktive Videoinstallation, 90'
- 2007 Propitious Stars – Master of the Staring Eye, 3-Kanal HD Videoprojektion
- 2010 Remade Histories and Topographies, Computergrafikserie, Tintenstrahldrucke
- 2011 Public Places – Private Strangers, 3-Kanal HD Videoinstallation
- 2012 Cao Chang Di Road on Nov 24 2009 I stood there Waiting, HD Videoinstallation, 5.1 surround sound
- 2013 Antloop, HD Video, 6:13'
- 2015 The Dead, zylinderanamorphische HD Videoinstallation
- 2015 Fake Drawings - Spurious Engravings - Liquid I, Computergrafikserie, Tintenstrahldrucke
- 2016 CFL - Coded Fluorescent Light, 3-Kanal HD Videomonitorinstallation
- 2018 Triumph of Labor, LED-Rad Installation
- 2018 Gentleman of the Road - Going Back I'll Give You 100 Rupees, kinetische Projektionsobjekte

## Kunst am Bau
- 1999 My Own Private Universe, 3-Kanal Computeranimation, Rückprojektionen, Swisscom Management Gebäude, Worblaufen
- 2019 Albedo 0.30, Hoffmann-La Roche, Home for IT, Kaiseraugst

## Fiktion
- 1984 Wide Shot of Delft, New York, 1984
- 1991 One Hour of Deception, Rom, 1992
- 1994 Rats – Ratten, Berlin, 1994
- 1995 Personal Records, Zürich, 1995
- 1996 On the Nature of Things – Godzina Iluzji, Warschau, 1996

## Einzelausstellungen
- 1978 Galerie Apropos, Luzern
- 1979 Galerie Toni Gerber, Bern
- 1982 Franklin Furnace, New York (Plant #50-316)
- 1984 White Columns, New York (Cyborgs and Other New Machines)
- 1993 World Wide Video Centre, Den Haag (Light of Shadows)
- 1994 Daad Galerie, Berlin (Rats)
- 1995 Kunsthaus Zürich (Personal Records)
- 1996 Galeria Foksal, Warschau (On the Nature of Things)
- 1996 International Center of Photography, New York (Fundamentals of Legerdemain)
- 1997 Kunstmuseum Bern
- 1998 World Wide Video Festival, Amsterdam (Popular Admiration of Great Thieves)
- 1999 Neuer Berliner Kunstverein, Berlin (I Came Here to Sleep)
- 2000 Netmage, LINK, Bologna (Memory of Presence)
- 2002 Musée Jenisch, Vevey (Mémoires Astrales d'un Homme Volant)
- 2003 Kunsthalle Winterthur (Mémoires Astrales d'un Homme Volant)
- 2005 Alte Fabrik, Rapperswil
- 2006 Darat-al-Funun, Amman, Jordanien
- 2007 Kunstmuseum Solothurn (Werke 1976–2006)
- 2007 Museum der Moderne Salzburg (Werke 1976–2006)
- 2007 Padiglione d‘Arte Contemporanea, Ferrara (La Signoria degli Astri)
- 2008 Museo d'Arte Contemporanea di Villa Croce, Genova (Festival della Scienza: Alexander Hahn – Luminous Point)
- 2008 San Francisco Museum of Modern Art, San Francisco (Room for Thought: Alexander Hahn & Yves Netzhammer)
- 2009 Kunst(Zeug)Haus, Rapperswil-Jona
- 2010 Kunstraum Oktogon, Bern (Bringing Things to a Standstill)
- 2012 Harvestworks, New York (Cao Chang Di Road on November 24 2009 I Stood There Waiting)
- 2013 NY Electronic Festival, Harvestworks New York (Indian Records)
- 2014 c|e contemporary (vormals whitelabs), Milano (vis-à-vis #6 :: Chiara Coccorese & Alexander Hahn)
- 2015 Kunstraum Oktogon, Bern (Alexander Hahn – All the World is a Stage)
- 2018 The Shed Space, Brooklyn (India Material)

## Auszeichnungen
- 1984 Rothchild Fondation de la Vocation, Genf
- 1985 Anerkennungspreis, Union Bank of Switzerland
- 1986 New York Foundation for the Arts
- 1986 Art Matters, New York
- 1987 Grand Prix de la Ville de Genève für Viewers of Optics, 2e Semaine Internationale de Vidéo, Genf
- 1987 1st Prize Computer Graphics für Urban Memories, Video Culture International, Don Mills, Ontario, Kanada
- 1987 Best of Festival für Viewers of Optics, North Florida Video Festival
- 1987 Eidgenössisches Kunststipendium
- 1988 Media Production Grant of the New York State Council on the Arts, New York
- 1988 World Wide Video Festival Installation Award für Arthur, Den Haag
- 1988 Eidgenössisches Kunststipendium
- 1989 Media Production Grant of the New York State Council on the Arts, New York
- 1989 San Francisco Poetry Film Festival Kenneth Patchen Award für Arthur
- 1990 Media Production Grant of the New York State Council on the Arts, New York
- 1990 Work of Excellence für Dirt Site, Tokyo Video Festival
- 1992 World Wide Video Festival Installation Award für The Bernoulli Itinerary, Den Haag
- 1993 Eidgenössisches Kunststipendium
- 1995 Preis für Junge Schweizer Kunst, Kunsthaus Zürich
- 1995 Media Production Grant of the New York State Council on the Arts, New York
- 1998 The Laser d’Oro, VideoArt Festival, Locarno
- 2002 namics Kunstpreis, St. Gallen
- 2007 Werkstipendium der Stadt Zürich
- 2009 Media Production Grant des New York State Council on the Arts, New York[5]
- 2009 Kulturpreis des Kantons St. Gallen
- 2011 Kulturpreis der Stadt Rapperswil-Jona[6]

## Sekundärliteratur
- Bitterli, Konrad and Hahn, Alexander, “Of Shadow & Light – Riddle of Images. On the Pulsating of Images in the Reflection of a Text”, in Alexander Hahn: Of Shadow & Light, 1994
- Brückle, Wolfgang, “Viewers of Optics & The Bernoulli Itinerary”, in Schriftenreihe Kunstmuseum Bern, No.9, 2005
- Chaperon, Danielle, “Les Spectres Délectable de A.H.,” Ausstellungskatalog "Alexander Hahn - Mémoires Astrales d’un Homme Volant," Musée Jenisch, Vevey, 2002
- Collins, Patricia und Milazzo, Richard, “The New Sleep”, Katalog Fri-Art, New York, 1985
- Viana Conti, „Alexander Hahn - Luminous Point, interactive DVD and Digital Prints“, solo exhibition at the Museo d'Arte Contemporaneo di Villa Croce, Festival della Scienza, Genoa 2008
- Viana Conti, “Paradigmi della nozione di viaggio”, in “Il viaggio dell’uomo immobile”, Genoa 200 3
- Daniels, Dieter & Frieling, Rudolf, “Medien Kunst Interaktion”, Wien, New York 1999
- Fischer, Robert, “Rêveries d’un moine digital de l’ère post-industrielle”, Gen Lock, Sept. 1987
- Fischer, Robert and Hahn, Alexander, "Alexander Hahn: Electronic Media", Catalog Video Works, Zürich: Pro Helvetia, 1989
- Gallo, Francesca, "L'artista è un nodo della rete - Alexander Hahn tra antico e moderno," Online-Artikel über "La Signoria degli Astri," Alexander Hahns erste Retrospektive in Italien im Padiglione d'Arte Contemporanea in Ferrara (16. Sept. – 14. Okt., 2007), in http://www.lacritica.net/francesca_gallo.htm
- Gfeller, Johannes, “Alexander Hahn”, in Dictionnaire biographique de l’art suisse, Zürich und Lausanne: Institut suisse pour l’étude de l’art, Zürich: Verlag Neue Zürcher Zeitung, 1998, ad vocem
- Herzog, Samuel, Kunst-Bulletin, Juni 1998
- Minnis, James, “L’Itinéraire de Bernoulli”, in Partitions, une exposition réalisée en vidéo, Vidéo indépendante suisse, (s. l.): 1990–91
- Minnis, James, “Dirt Site”, Katalog, Video Fest Berlin, 1992
- Minnis, James, “Urbs Turrita – City of Towers. Some questions concerning fate and fragility” et “Fundamentals of Legerdemain”, in Alexander Hahn: Of Shadow & Light, 1994
- Perucchi, Ursula, “Alexander Hahn: Sleep – A Second’s Glance”, Schweizerische Graphische Gesellschaft, Jahresgabe 1999
- Perucchi, Ursula, "Les Premiers Travaux' d' A. H.," cat. "Alexander Hahn - Mémoires Astrales d’un Homme Volant," expo Musée Jenisch, Vevey, 2002
- Petridis Maiello, Lia, "Alexander Hahn's Digital Moments of Silence," in HUFFPOST Arts & Culture Sept 19, 2012 Artikel über Hahns Ausstellung "Cao Chang di Road", Harvestworks, New York
- Philipp, Caroline, Alexander Hahn: ‘Dirt Site’ (Hauptseminar Humboldt-Universität Berlin, 1999)
- Radrizzani, Dominique, “Un Art Péristaltique de la Lumière – A Peristaltique Art of Light”, cat. "Alexander Hahn - Mémoires Astrales d’un Homme Volant", expo Musée Jenisch, Vevey, 2002
- Weder Arlitt, Sabine, "Magie des Lichts", Tages-Anzeiger, Aug 05, 1995
- Whitesell, Stephen, “Cyborgs & Other New Machines by A. H.”, Radio WBAI, New York, 1984